# Serie A2 FIAF 1993
La Serie A2 FIAF 1993 è stata la decima edizione del secondo livello del campionato italiano di football americano (sesta con la denominazione A2); è stato organizzato dalla Federazione Italiana American Football.

## Regular season

### Classifica

#### Girone A
| Pos. | Squadra                   | %V    | G | V | N | P | PF  | PS  |
| ---- | ------------------------- | ----- | - | - | - | - | --- | --- |
| 1    | Blackhawks Cernusco       | 1.000 | 9 | 9 | 0 | 0 | 339 | 76  |
| 2    | Knights Alessandria       | .875  | 8 | 7 | 0 | 1 | 194 | 49  |
| 3    | Black Knights Rho         | .500  | 9 | 4 | 1 | 4 | 102 | 98  |
| 4    | Bengals Brescia           | .444  | 9 | 4 | 0 | 5 | 88  | 176 |
| 5    | Squali Golfo del Tigullio | .500  | 8 | 3 | 2 | 3 | 46  | 64  |
| 6    | Nightmare Piacenza        | .167  | 9 | 1 | 1 | 7 | 62  | 184 |
| 7    | Waves Bordighera          | .000  | 8 | 0 | 0 | 8 | 6   | 190 |

#### Girone B
| Pos. | Squadra            | %V    | G  | V  | N | P | PF  | PS  |
| ---- | ------------------ | ----- | -- | -- | - | - | --- | --- |
| 1    | Saints Padova      | 1.000 | 10 | 10 | 0 | 0 | 307 | 99  |
| 2    | Jets Bolzano       | .800  | 10 | 8  | 0 | 2 | 278 | 169 |
| 3    | Redskins Verona    | .400  | 10 | 4  | 0 | 6 | 215 | 189 |
| 4    | Islanders Venezia  | .400  | 10 | 4  | 0 | 6 | 204 | 239 |
| 5    | New Giants Bolzano | .350  | 10 | 3  | 1 | 6 | 118 | 184 |
| 6    | Fighters Pordenone | .050  | 10 | 0  | 1 | 9 | 45  | 287 |

#### Girone C
| Pos. | Squadra              | %V   | G | V | N | P | PF  | PS  |
| ---- | -------------------- | ---- | - | - | - | - | --- | --- |
| 1    | Black Panthers Parma | .750 | 8 | 6 | 0 | 2 | 222 | 113 |
| 2    | Angels Pesaro        | .625 | 8 | 5 | 0 | 3 | 175 | 95  |
| 3    | Brothers Macerata    | .625 | 8 | 5 | 0 | 3 | 164 | 121 |
| 4    | Falcons Perugia      | .500 | 8 | 4 | 0 | 4 | 171 | 129 |
| 5    | Vipers Modena        | .000 | 8 | 0 | 0 | 8 | 43  | 317 |

#### Girone D
| Pos. | Squadra            | %V   | G | V | N | P | PF  | PS  |
| ---- | ------------------ | ---- | - | - | - | - | --- | --- |
| 1    | Seagulls Salerno   | .833 | 6 | 5 | 0 | 1 | 177 | 65  |
| 2    | Condor Grosseto    | .667 | 6 | 4 | 0 | 2 | 106 | 108 |
| 3    | Ribelli Napoli     | .143 | 7 | 2 | 0 | 5 | 79  | 92  |
| 4    | Crusaders Cagliari | .143 | 7 | 2 | 0 | 5 | 85  | 182 |

#### Girone E
| Pos. | Squadra            | %V   | G | V | N | P | PF  | PS  |
| ---- | ------------------ | ---- | - | - | - | - | --- | --- |
| 1    | Achei Crotone      | .875 | 8 | 7 | 0 | 1 | 116 | 6   |
| 2    | Elephants Catania  | .625 | 8 | 5 | 0 | 3 | 105 | 47  |
| 3    | Cardinals Palermo  | .625 | 8 | 5 | 0 | 3 | 94  | 54  |
| 4    | Blackstars Palermo | .375 | 8 | 3 | 0 | 5 | 114 | 108 |
| 5    | Kaimani Erice      | .000 | 8 | 0 | 0 | 8 | 40  | 254 |

## Playoff
Accedono ai playoff le prime di ogni girone e le due migliori seconde.
|  | Quarti di finale | Quarti di finale     | Quarti di finale    |                     |              | Semifinali       | Semifinali | Semifinali |  |  | V Silverbowl | V Silverbowl | V Silverbowl |  |
|  |                  |                      |                     |                     |              |                  |            |            |  |  |              |              |              |  |
|  | 1E               | Achei Crotone        | 20                  |                     |              |                  |            |            |  |  |              |              |              |  |
|  | 1E               | Achei Crotone        | 20                  |                     |              |                  |            |            |  |  |              |              |              |  |
|  | 1D               | Seagulls Salerno     | 23 o.t.             |                     |              |                  |            |            |  |  |              |              |              |  |
|  | 1D               | Seagulls Salerno     | 23 o.t.             |                     | 1D           | Seagulls Salerno | 0          |            |  |  |              |              |              |  |
|  |                  |                      |                     |                     | 1D           | Seagulls Salerno | 0          |            |  |  |              |              |              |  |
|  |                  |                      | 2B                  | Jets Bolzano        | 16           |                  |            |            |  |  |              |              |              |  |
|  | 1C               | Black Panthers Parma | 2B                  | Jets Bolzano        | 16           | 0                |            |            |  |  |              |              |              |  |
|  | 1C               | Black Panthers Parma |                     |                     |              |                  |            |            |  |  |              |              |              |  |
|  | 2B               | Jets Bolzano         | 38                  |                     |              |                  |            |            |  |  |              |              |              |  |
|  | 2B               | Jets Bolzano         | 38                  |                     | Jets Bolzano | Jets Bolzano     | 30         |            |  |  |              |              |              |  |
|  |                  |                      |                     |                     |              |                  |            |            |  |  |              |              |              |  |
|  |                  |                      | Blackhawks Cernusco | Blackhawks Cernusco | 36           |                  |            |            |  |  |              |              |              |  |
|  | 1B               | Saints Padova        | Blackhawks Cernusco | Blackhawks Cernusco | 36           | 38               |            |            |  |  |              |              |              |  |
|  | 1B               | Saints Padova        |                     |                     |              |                  |            |            |  |  |              |              |              |  |
|  | 2A               | Knights Alessandria  | 0                   |                     |              |                  |            |            |  |  |              |              |              |  |
|  | 2A               | Knights Alessandria  | 0                   |                     | 1B           | Saints Padova    | 0          |            |  |  |              |              |              |  |
|  |                  |                      |                     |                     | 1B           | Saints Padova    | 0          |            |  |  |              |              |              |  |
|  |                  |                      | 1A                  | Blackhawks Cernusco | 33           |                  |            |            |  |  |              |              |              |  |

### V SilverBowl
Il V SilverBowl si è disputato sabato 5 giugno 1993 al Campo Comunale di Cernusco sul Naviglio. L'incontro è stato vinto dai Blackhawks Cernusco sui Jets Bolzano con il risultato di 36 a 30.

## Verdetti
- Blackhawks Cernusco vincitori del SilverBowl V, ammessi agli ottavi di finale del Superbowl e promossi in serie A1.